# Gaslamp fantasy
 (septembre 2009).

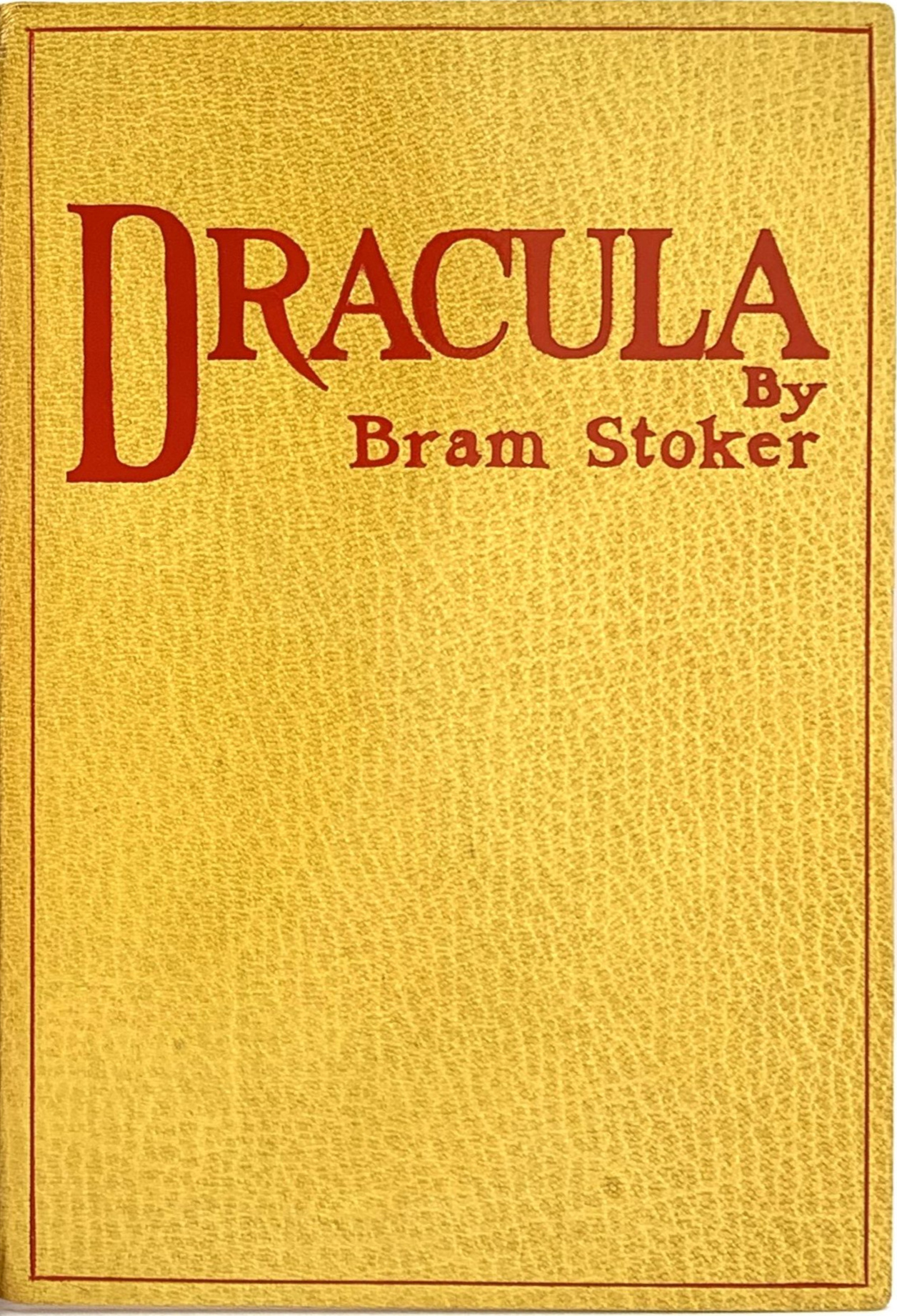
Dracula (couverture de la 1re édition), le roman de Bram Stoker, une référence qui a inspiré la gaslamp fantasy

Le fantastique Gaslamp ou gaslamp fantasy (anglicisme qui pourrait littéralement se traduire par « fantastique du réverbère »), parfois aussi appelée gaslight fantasy, est considérée comme un sous-genre du fantastique. Elle est caractérisée par un ancrage spatio-temporel dans l'Angleterre de l'époque victorienne. Ce genre a évolué vers l'esthétique du steampunk qu'il a inspiré et avec lequel il partage de nombreuses caractéristiques.

## Sources d'inspiration: les romans gothiques et policiers de l'époque victorienne
On peut décrire le fantastique gaslamp comme un syncrétisme contemporain du roman gothique et de la littérature policière victorienne (qui chronologiquement se succédèrent) du XIXe siècle. Il emprunte en effet ses éléments tant à l'univers de Matthew Gregory Lewis qu'à celui d'Arthur Conan Doyle, l'élément surnaturel et fantasy en plus. Côté français, on pourrait d'ailleurs lister Charles Nodier, Paul Féval, Eugène Sue et Ponson du Terrail - eux aussi contemporains de la Reine Victoria  - comme références du genre.
L'écrivain Edgar Allan Poe, qui est pourtant américain, est régulièrement repris dans la bibliographie du fantastique victorien. Son Chevalier Auguste Dupin a donc inspiré à Fabrice Bourland une très surprenante enquête sur la mort mystérieuse (suicide, crime ou ...) du poète Gérard de Nerval dans la plus pure veine de la Gaslamp Fantasy (Cf. Bibliographie).

### Références esthétiques du genre

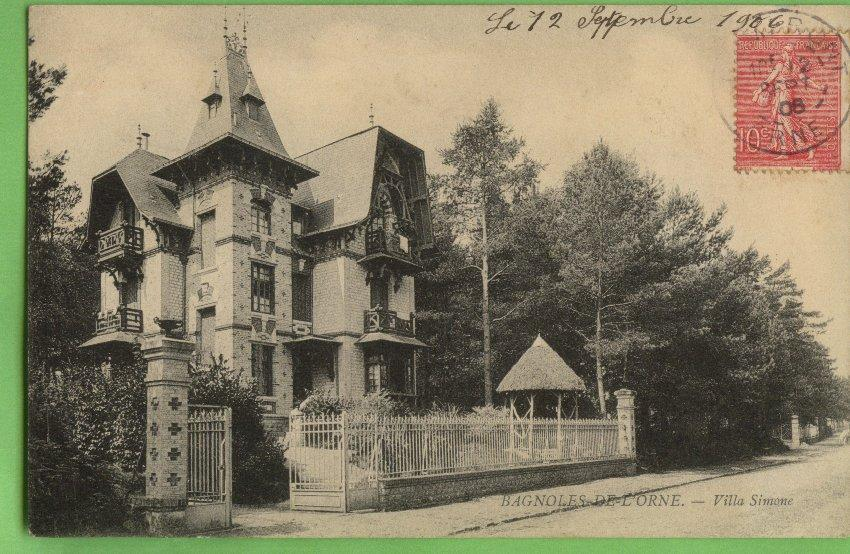
La Villa Simone dans le quartier Belle-Époque de Bagnoles-sur-l'Orne : décor typique d'un récit crépusculaire de gaslamp fantasy...

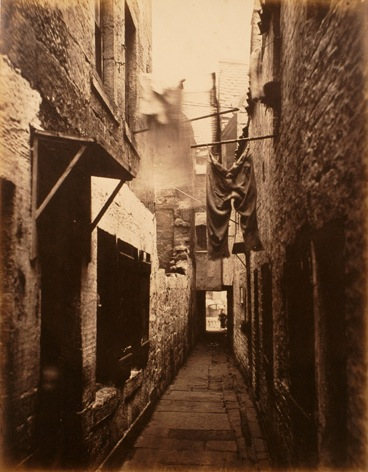
... de même que les bas-fonds de Glasgow en 1871

### Sherlock Holmes et Jack l'Éventreur, personnages récurrents de la Gaslamp Fantasy

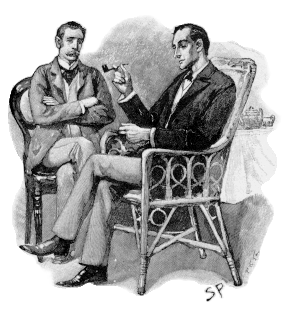
Holmes et Watson (illustration de Paget), figures emblématiques récurrentes de la gaslamp fantasy.

## Œuvres

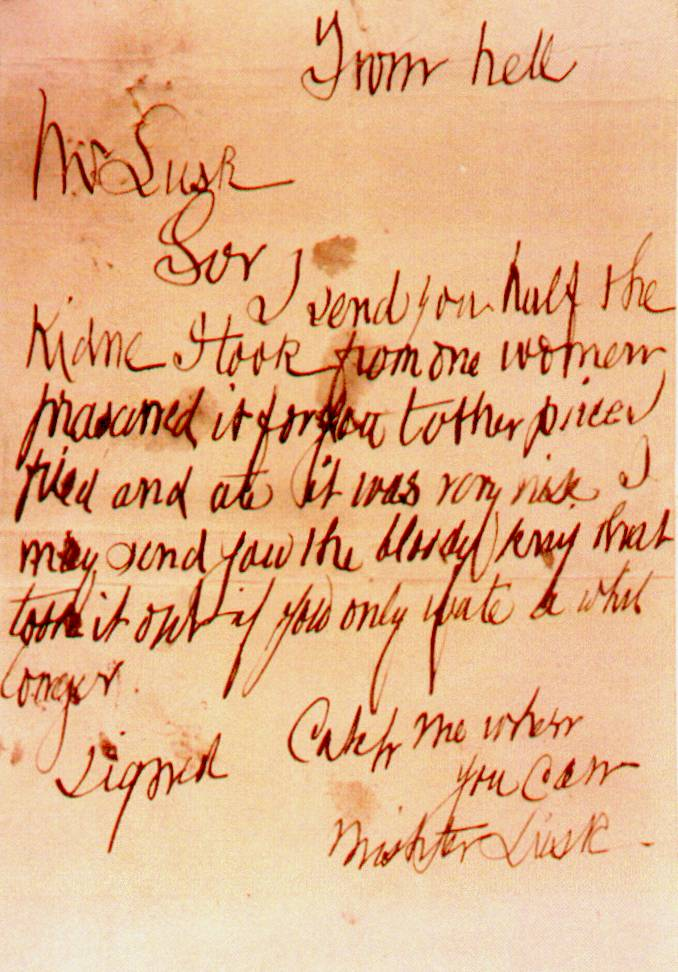
From Hell ... la célèbre lettre attribuée à Jack l'Éventreur. Son titre explique pourquoi le personnage est un récurrent de la Gaslamp Fantasy...